# Barbus macedonicus
 Barbus macedonicus és una espècie de peix cipriniforme de la família dels ciprínids que es troba a Grècia i Macedònia.